# بورلی هیلز، ۹۰۲۱۰
بورلی هیلز، ۹۰۲۱۰ (انگلیسی: Beverly Hills, 90210) یک مجموعهٔ درام نوجوان ساختهٔ دارن استار و آرون اسپلینگ است که در ۱۰ فصل از سال ۱۹۹۰ تا ۲۰۰۰ از شبکهٔ فاکس پخش شد.

## بازیگران
- جیسون پریستلی
- شانن دوهرتی
- جنی گارث
- ایان زیرینگ
- گابریل کارتریس
- لوک پری
- برایان آستین گرین
- داگلاس امرسون
- توری اسپلینگ
- کارول پاتر
- جیمز اکهاوس
- جو ای. تاتا
- مارک دیمون اسپینوزا
- کاتلین رابرتسون
- تیفانی تیسون
- جمی والترز
- هیلاری سوانک
- وینسنت یانگ
- لیندسی پرایس
- دنیل کاسگروو
- ونسا مارسیل
- لی ویور
- جولی کاب